# Wiedeńskie Towarzystwo Muzyczne

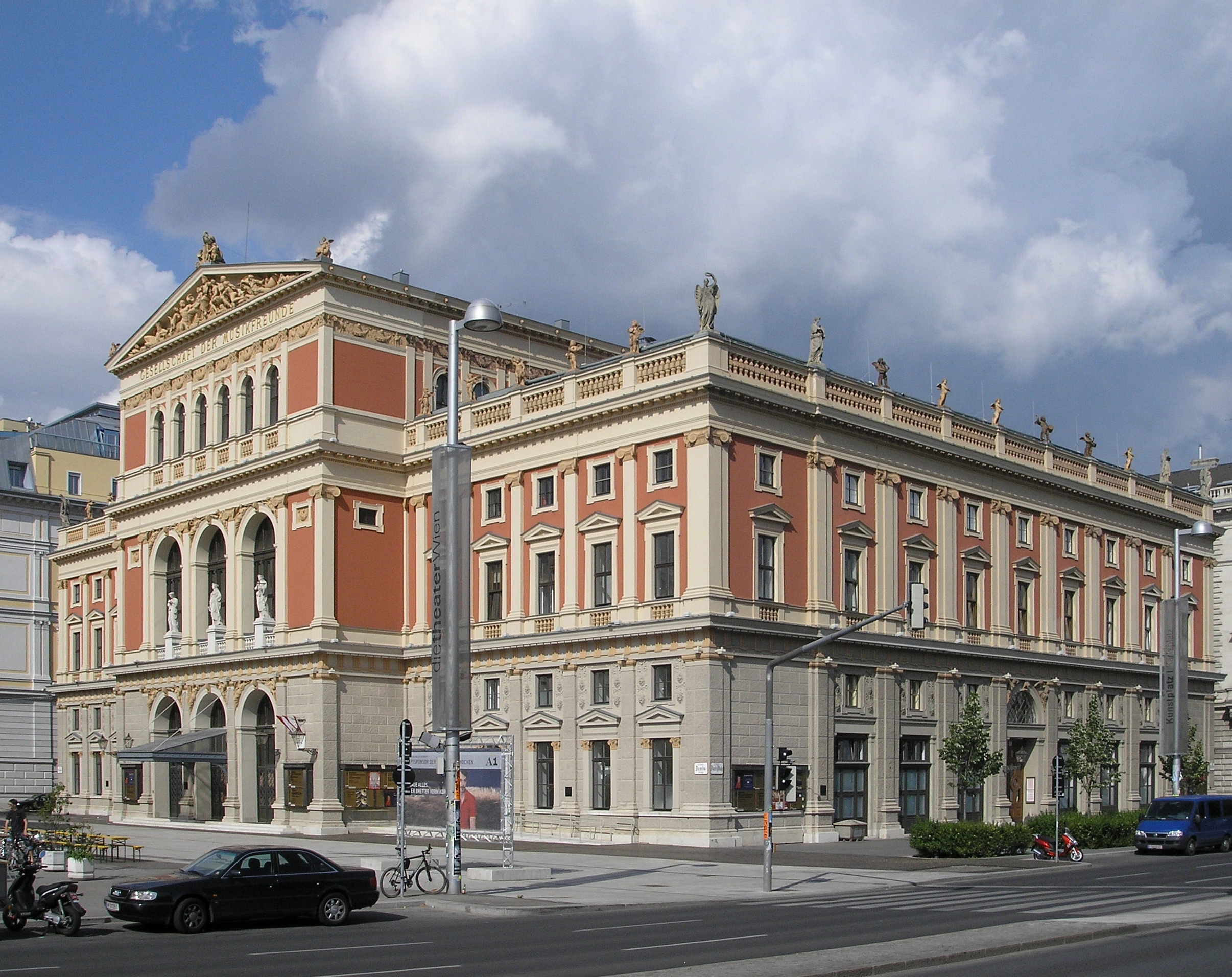
Budynek Musikverein

Wiener Musikverein („Wiedeńskie Towarzystwo Muzyczne”) – sala koncertowa w Pierwszej Dzielnicy w Wiedniu. Siedziba najważniejszej orkiestry austriackiej – Wiener Philharmoniker.

## Początki
W 1812 r. Joseph Sonnleithner założył w Wiedniu Towarzystwo Miłośników Muzyki (niem. Gesellschaft der Musikfreunde; tablica upamiętniająca Josepha Sonnleithnera znajduje się w foyer w budynku Musikverein). Od listopada 1831 Towarzystwo organizowało koncerty, które początkowo odbywały się w sali przy ul. Tuchlauben 12. Sala mogła pomieścić 700 osób i w krótkim czasie stała się za mała. W 1863 r. Franciszek Józef I wyznaczył obecny teren pod budowę nowej siedziby towarzystwa.

## Budynek

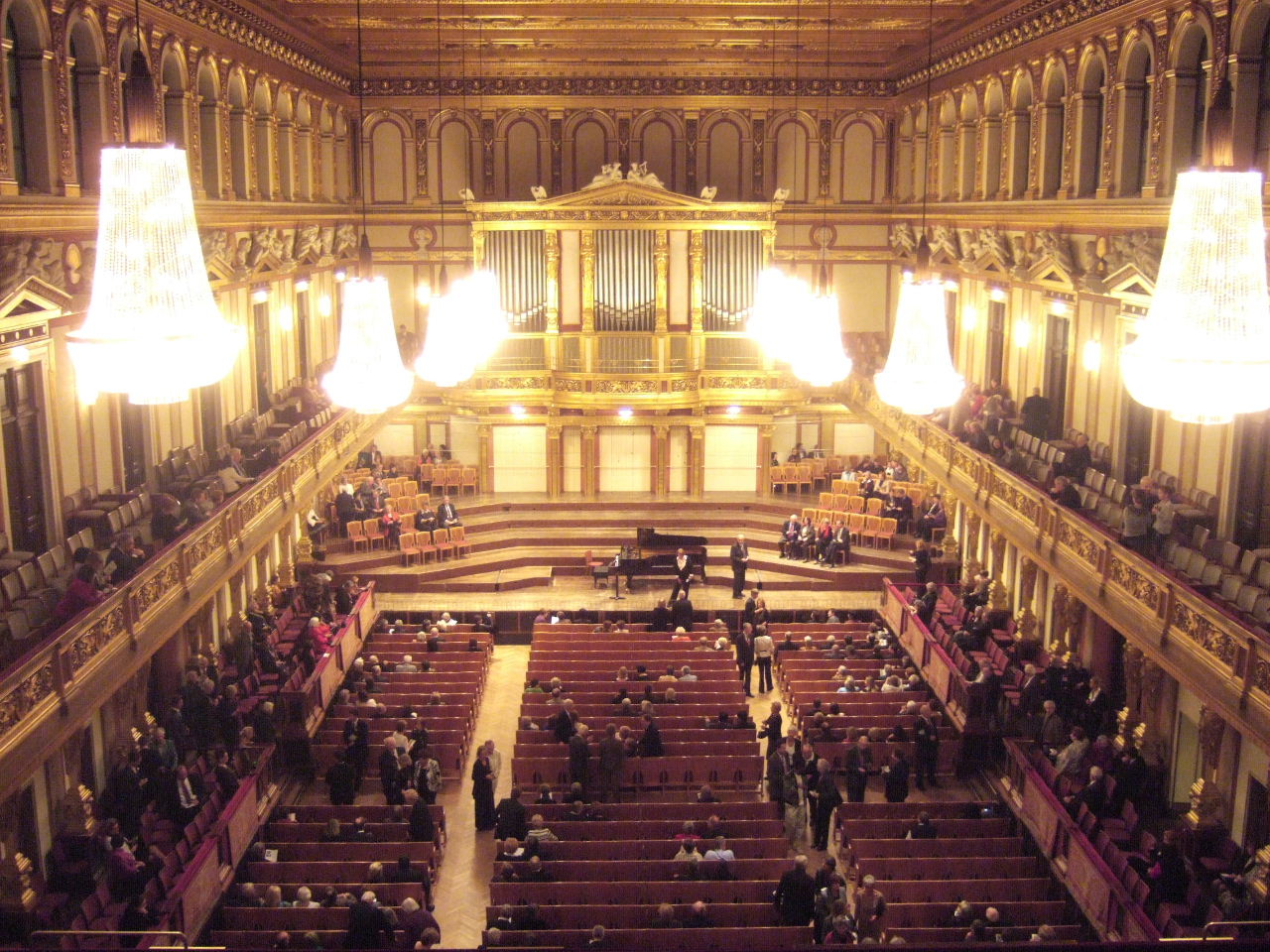
Musikverein (Großer Saal)

Budynek Musikverein znajduje się przy Dumbastraße/Bösendorferstraße, na placu Musikvereinsplatz, pomiędzy Karlsplatz a Kärtner Ring. Budynek został zaprojektowany przez Theophila von Hansen w stylu neoklasycznym. Oficjalne otwarcie nastąpiło 6 stycznia 1870.

### Złota Sala
Großer Musikvereinssaal, inaczej zwana Goldener Saal (Złota Sala), uważana jest za jedną z najlepszych sal koncertowych na świecie. Corocznie odbywają się tutaj Koncerty Noworoczne. Sala o wymiarach 49 m długości, 19 m szerokości oraz 18 m wysokości mieści 1744 miejsc siedzących i 300 miejsc stojących. Oryginalnie wyposażona była w organy, na których pierwszy recital organowy wykonał w 1872 r. Anton Bruckner.